# Woodsia europolepis
Woodsia europolepis là một loài dương xỉ trong họ Woodsiaceae. Loài này được Trevis. mô tả khoa học đầu tiên năm 1876.
Danh pháp khoa học của loài này chưa được làm sáng tỏ. 